# Estación de Louvre - Rivoli
Louvre - Rivoli es una estación de la línea 1 del metro de París situada bajo el cruce de las calles Louvre y Rivoli, cerca del Museo del Louvre, en el I distrito de París.
Por su diseño y decoración es una de las estaciones más bellas de la red.

## Historia
Esta estación se abrió el 13 de agosto de 1900 con el nombre de Louvre por su proximidad a la calle homónima y al palacio, aunque de la entrada del museo queda más alejada, estando el museo mejor servido por la estación de Palais Royal-Musée du Louvre. En 1989, fue renombrada simultáneamente a la anterior quedando con el nombre de Louvre - Rivoli.

## Descripción
Se compone de dos andenes laterales de 90 metros y de dos vías. La estación que medía inicialmente 75 metros ha sido ampliada con una cripta. 
Como muchas estaciones construidas a escasa profundidad luce paredes verticales y techo metálico. Estos dos elementos son casi los únicos que mantiene en común con otras estaciones de la red, ya que por lo demás la estación es única en su diseño y decoración. Está revestida de piedra. Su iluminación, más propia de un museo, pone en valor las diferentes obras de arte (grabados, esculturas...) que se sitúan sobre los andenes. 
La señalización que usa una tipografía exclusiva y los asientos, unos bancos de cristal, completan su decoración.
La estación carece además de publicidad. 

## Accesos
Tiene un solo acceso situado en la Calle Almirante de Coligny, 8.